# Vittorio Gassman
Vittorio Gassman [vitˈtɔːrjo ˈɡazman], né Vittorio Gassmann à Gênes (province de Gênes) le 1er septembre 1922 et mort à Rome le 29 juin 2000, est un acteur, metteur en scène, réalisateur, scénariste, écrivain et animateur de télévision italien, actif au théâtre aussi bien qu'au cinéma et à la télévision.
Surnommé « il mattatore » (d'après l'émission de télévision du même nom qu'il a animée en 1959, puis le film homonyme de Dino Risi sorti en 1960, dont le titre français est L'Homme aux cent visages), il est considéré comme l'un des meilleurs et des plus représentatifs acteurs italiens de tous les temps, dont on se souvient pour son professionnalisme (à la limite de la maniaquerie), sa polyvalence et son magnétisme. Artiste profondément enraciné dans le monde du théâtre le plus engagé, il a été le fondateur et le directeur du Teatro d'arte Italiano. Sa longue carrière en Italie et à l'étranger comprend d'importantes productions, ainsi que des dizaines de divertissements qui lui ont valu une grande popularité.
Il fait partie, au même titre que Nino Manfredi, Marcello Mastroianni, Alberto Sordi, Ugo Tognazzi et Monica Vitti, des monstres sacrés de la comédie à l'italienne telle qu'elle se cristallise à compter du Pigeon (1958).

## Biographie

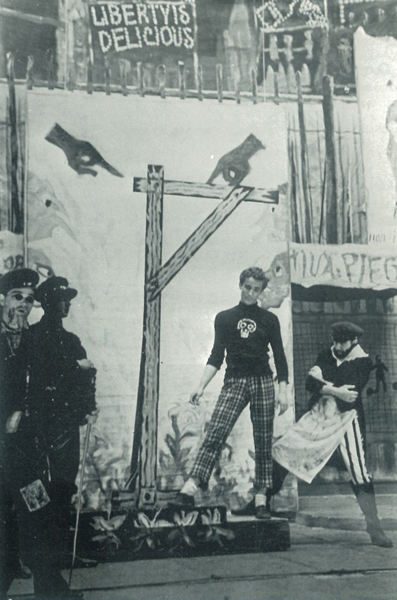
Vittorio Gassman dans les années 1940 étudiant à l'Académie nationale d'art dramatique.

Vittorio Gassmann naît le 1er septembre 1922 dans l'actuel quartier génois de Struppa (it), alors municipalité autonome, d'un père allemand, Heinrich Gassmann (un ingénieur civil originaire de Karlsruhe, mort en 1936) et d'une mère italienne de confession juive, Luisa Ambron (née à Pise). En 1934, Luisa Ambron changera son nom en « Ambrosi » et retire un « n » du nom de ses fils.
À l'âge de cinq ans, il vit pendant un an à Palmi, dans la province de Reggio de Calabre, où son père travaille à la construction du nouveau lotissement Ferrobeton, une entreprise italienne opérant dans le domaine du béton armé. Gassman a souvent raconté les souvenirs de cette brève expérience dans la ville calabraise et comment il y est resté attaché, au point de la citer dans le film L'Homme aux cent visages (1960) de Dino Risi.

### Années 1940
À l'âge de six ans, il déménage à Rome et obtient son diplôme d'études secondaires classiques au liceo Torquato Tasso (it) en même temps que Raimondo Vianello,, et fréquente l'Académie nationale d'art dramatique Silvio-D'Amico, où Paolo Stoppa a également étudié, Rina Morelli, Adolfo Celi, Luigi Squarzina, Elio Pandolfi, Rossella Falk, Lea Padovani et, plus tard, Paolo Panelli, Nino Manfredi, Tino Buazzelli, Gianrico Tedeschi, Monica Vitti, Luca Ronconi et d'autres. Au cours de ces années, doté d'un physique athlétique, il se distingue comme joueur de basket-ball inscrit au S.S. Parioli, accédant à l'équipe nationale universitaire et disputant la finale du Scudetto avec l'équipe « Bruno Mussolini Roma » en 1942.
Il débute au théâtre en 1943, avec Alda Borelli, dans Nemica de Dario Niccodemi. Il continue ensuite au Teatro Eliseo, rejoignant Tino Carraro et Ernesto Calindri dans un trio resté célèbre : avec eux, il joue dans plusieurs pièces, de la comédie bourgeoise au théâtre intellectuel, sans difficulté pour passer de l'un à l'autre.
C'est avec la compagnie de Luchino Visconti que Gassman connaît les succès de sa maturité, aux côtés de Paolo Stoppa, Rina Morelli et Paola Borboni. Gassman a joué le rôle de Kowalski dans Un tramway nommé Désir de Tennessee Williams, il a joué dans Comme il vous plaira de Shakespeare et dans Oreste (it) de Vittorio Alfieri. Il rejoint ensuite le Théâtre national avec Massimo Girotti et Arnoldo Foà pour un Peer Gynt d'Ibsen couronné de succès.

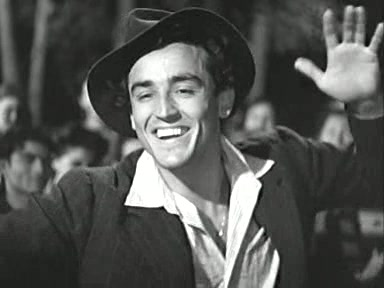
Dans Riz amer (1949).

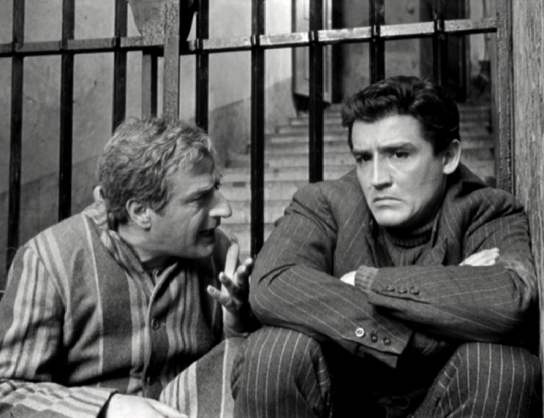
Avec Memmo Carotenuto dans Le Pigeon (1958).

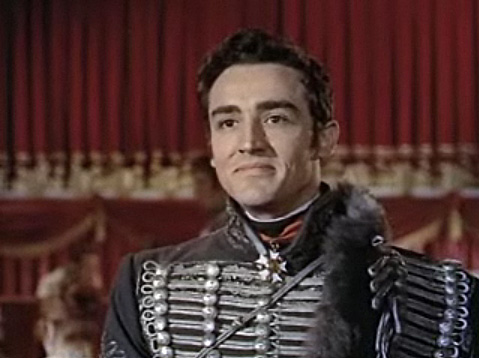
Dans Guerre et paix (1956).

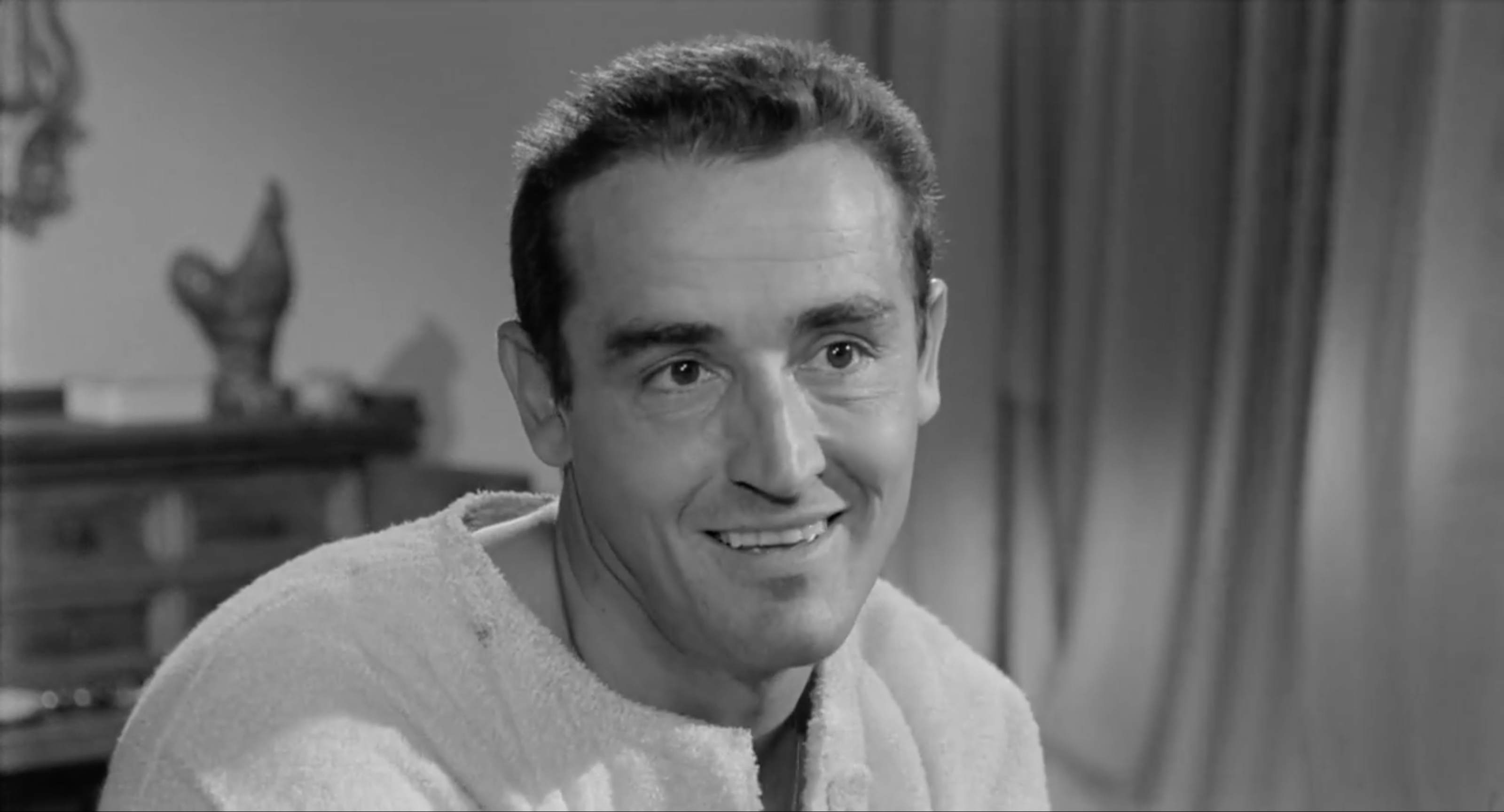
Dans Le Fanfaron (1962).

Il débute au cinéma en 1945, dans Incontro con Laura, de Carlo Alberto Felice ; depuis, ce film est considéré comme perdu, et son premier film aujourd'hui conservé est La Fille maudite (1946), de Giovanni Paolucci (it). En 1947, il se fait connaître du grand public avec Daniele Cortis, de Mario Soldati, l'année suivante il participe au film Le Juif errant de Goffredo Alessandrini, et deux ans plus tard il connaît son premier grand succès avec Riz amer, réalisé par Giuseppe De Santis, l'un des chefs-d'œuvre du néoréalisme naissant. La même année, il joue dans le film Una voce nel tuo cuore d'Alberto D'Aversa (it), où il interprète un journaliste aux côtés de Constance Dowling, Nino Pavese et Beniamino Gigli.

### Années 1950
En 1952, il fonde et dirige avec Luigi Squarzina le Teatro d'Arte Italiano, qui produit la première version complète d'Hamlet en Italie, ainsi que des œuvres rares telles que Thyeste de Sénèque ou Les Perses d'Eschyle. Il joue Prométhée enchaîné d'Eschyle en 1954 à Syracuse pour le 13e cycle de pièces classiques, et en 1960 l'Orestiade mise en scène et traduite par Pier Paolo Pasolini.
En 1955, Gassman monte Kean d'Alexandre Dumas dans la version revue par Jean-Paul Sartre avant d'en co-réaliser l'adaptation cinématographique. En 1956, il joue Othello ou le Maure de Venise avec l'acteur Salvo Randone, avec lequel il alterne chaque soir les rôles du Maure et de Iago. La même année, il participe, dans un rôle majeur, à Guerre et Paix de King Vidor — qui reste, après Le Docteur Jivago (1965), le film italien le plus regardé de tous les temps — s'affirmant comme un acteur de stature internationale. Trois ans plus tard, dans une émission de télévision intitulée Il Mattatore, il connaît un succès inattendu, et « Il Mattatore » devient bientôt le surnom qui l'accompagnera tout au long de sa vie. C'est également le titre original de L'Homme aux cent visages (1960) de Dino Risi.

### Années 1960
Les années 1960 se sont avérées très gratifiantes pour la carrière cinématographique de Vittorio Gassman, à la suite du grand succès obtenu en 1958 avec Pigeon de Mario Monicelli, avec Claudia Cardinale, Totò, Memmo Carotenuto, Marcello Mastroianni et Tiberio Murgia, qui a également eu deux suites (Hold-up à la milanaise, 1959, de Nanni Loy ; et le tardif Le Pigeon vingt ans après, 1985, d'Amanzio Todini (it)). Le cinéma l'avait jusqu'alors engagé, en Italie et à Hollywood, dans des rôles de films athlétiques et de méchants séducteurs (après le triomphe de Riz amer, 1949, de Giuseppe De Santis).
Monicelli le révèle également comme un excellent acteur dans des rôles comiques (comme dans La Grande Guerre, 1959, et dans le diptyque L'Armée Brancaleone, 1966, et Brancaleone s'en va-t-aux croisades, 1970) et il acquiert rapidement une grande notoriété avec des métrages plus populaires, en particulier sous la direction de Dino Risi : Outre L'Homme aux cent visages (1960), Le Fanfaron (1962), La Marche sur Rome (1962), Les Monstres (1963), Le Gaucho (1964), L'Homme à la Ferrari (1967) et Le prophète (1968). En 1969, il coréalise L'Alibi, un film autobiographique réalisé avec ses camarades d'académie Adolfo Celi et Luciano Lucignani.

### Fin de carrière cinématographique
Toujours pour les écrans italiens, Gassman retourne travailler avec Risi (Au nom du peuple italien, 1971 ; Parfum de femme, 1974 ; Âmes perdues, 1977 ; Cher papa, 1979 ; Valse d'amour, 1990) et Monicelli (Chambre d'hôtel, 1981), commençant une association fructueuse, déjà entamée dans les années soixante, avec Ettore Scola (Nous nous sommes tant aimés, 1974 ; La Terrasse, 1980 ; La Famille, 1987) ; à l'étranger, il est apprécié dans Un mariage (1978) de Robert Altman, Tempête (1982) de Paul Mazursky, Benvenuta (1983) d'André Delvaux ou La vie est un roman (1983) d'Alain Resnais.
Au cours de la dernière décennie de sa vie, il a continué à travailler pour le cinéma dans El largo invierno (1992) de Jaime Camino, dans Sleepers (1996) de Barry Levinson et à nouveau pour Scola dans Le Dîner (1998). Il a également interprété la voix italienne de Mufasa dans le « classique d'animation » des studios Disney Le Roi lion (1994).

### Carrière télévisuelle

Sur le plateau de La Grande Guerre (1959) avec Silvana Mangano et Alberto Sordi.

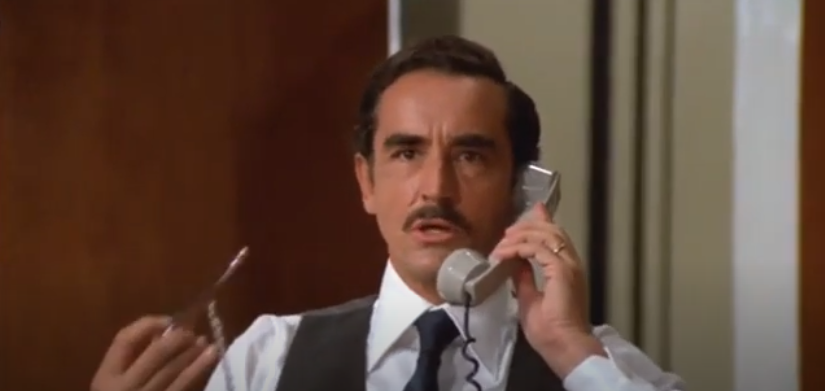
Dans Histoire d'aimer (1975).

À la télévision, il a dosé ses apparitions dans des programmes populaires, mais il a surtout participé aux émissions de Mina, Corrado et Pippo Baudo. Dans le domaine de la publicité, il a joué le rôle de Nostradamus dans un spot publicitaire pour l'Istituto Bancario San Paolo de Turin en 1997, dont la phrase d'accroche est devenue très connue : « Questo lo ignoro! » (litt. « Ça, je l'ignore »).
Son autodérision et son sens de l'humour l'ont amené, dans les années 1990, à participer à une émission télévisée intitulée Tunnel (it) dans lequel il récitait, de manière très formelle et sérieuse, des documents tels que des factures de gaz, des menus de restaurants ou des annonces économiques ; des « lectures » réalisées avec le même professionnalisme et le même ton docte qui l'avaient rendu célèbre lorsqu'il récitait la Divine Comédie de Dante. En 1999, il a joué dans l'émission Il Mattatore - corso accelerato di piccole verità, diffusée sur Canale 5 et qui a été sa dernière apparition à la télévision.
Il a également collaboré pour la télévision à de nombreux projets avec Rubino Rubini (it).

### Retour au théâtre
Malgré ses succès cinématographiques, Gassman n'a jamais abandonné le théâtre. À la fin de sa carrière, il a ajouté la poésie à son répertoire, contribuant à introduire certaines œuvres étrangères en Italie.
Véritable perfectionniste jusqu'à la maniaquerie, il détestait la diction imparfaite ou les inflexions dialectales, même s'il était capable de rendre la plupart des dialectes italiens lorsque cela était nécessaire. Il a accepté le défi de mettre en scène Adelchi (it), l'un des opéras les moins connus et les moins faciles d'Alessandro Manzoni. La tournée de cette pièce a attiré un demi-million de spectateurs, traversant l'Italie avec son Teatro Popolare Itinerante (une nouvelle édition du célèbre Carro di Tespi).
Ses productions théâtrales comprennent de nombreux auteurs parmi les plus célèbres du XXe siècle, ainsi que des retours fréquents à des classiques tels que Shakespeare, Dostoïevski et les grands dramaturges grecs.
Il a également fondé une école de théâtre au Théâtre Goldoni (it) de Florence, la Bottega Teatrale, qu'il a personnellement dirigée de 1979 à 1991 et qui a joué un rôle de premier plan dans le monde culturel florentin, attirant à Florence de nombreux noms parmi les plus célèbres du théâtre et du cinéma italien et international : de Giorgio Albertazzi (longtemps vice-directeur) à Orazio Costa (it), d'Adolfo Celi à Anthony Quinn, d'Antonella Daviso à Ettore Scola, d'Yves Lebreton à Siro Ferrone, pour n'en citer que quelques-uns.

## Vie privée

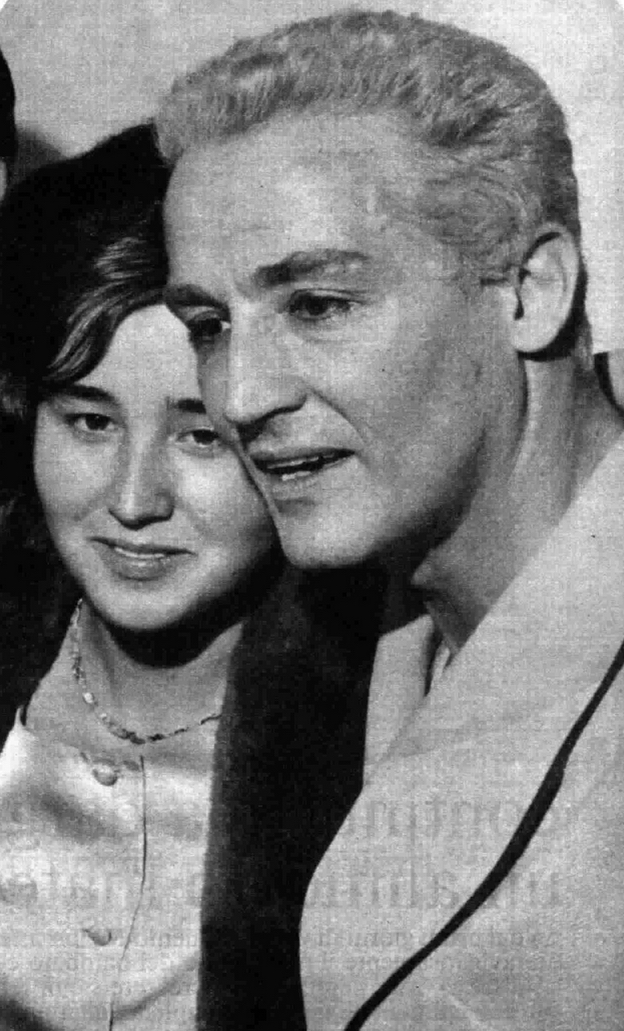
Vittorio et sa fille Paola Gassman en 1967.

Vittorio Gassman a eu six compagnes, toutes actrices, en épousant trois d'entre elles. De ces unions sont nés quatre enfants :
- Nora Ricci, fille des acteurs Renzo Ricci et Margherita Bagni, sa première épouse de 1944 à 1952, avec laquelle il eu, en 1945, sa fille aînée Paola, une actrice ayant épousé Ugo Pagliai. Son mariage avec Nora Ricci a finalement été annulé par la Rote romaine[23],[24] ;
- Shelley Winters, qu'il épouse en avril 1952, dont il a une fille, Vittoria (Tori)[25], née le 14 février 1953. Vittoria Gassman est une médecin gériatre qui a toujours vécu aux États-Unis[26] ;
- Anna Maria Ferrero avec qui il a une relation tumultueuse de 1953 à 1960, période au cours de laquelle ils se sont souvent associés dans le travail ;
- Annette Strøyberg, actrice danoise, avec laquelle il est lié de 1961 à 1963 ;
- Juliette Mayniel, importante compagne, qu'il n'a pas épousée, dont est né, le 24 février 1965, leur fils Alessandro, également acteur et réalisateur qui l'a fait grand-père de Leo, auteur-compositeur-interprète ;
- Diletta D'Andrea, sa troisième épouse, avec laquelle il reste marié jusqu'à sa mort en 2000 et dont il eut leur dernier enfant, Jacopo, metteur en scène. Il fut également pratiquement le second père d'Emanuele Salce (it), fils de Diletta D'Andrea et de son premier mari, le metteur en scène Luciano Salce.

Sa vie privée lui a souvent valu des critiques. Sa liberté débridée en matière d'amours, de mariage et de concubinage, couronnée par l'annulation de son premier mariage à la Rote romaine, un divorce aux États-Unis et un fils extraconjugal, Alessandro, a fait scandale dans les années 1950 et 1960, tout comme son athéisme. Gassman a également souvent exprimé des commentaires directs et provocants, s'attirant de nombreux ennemis dans le monde du spectacle et de la culture.

### Positionnement politique et religieux
En 1987, sur proposition de Bettino Craxi, il fait partie des membres de l'Assemblée nationale du Parti socialiste italien.
Son athéisme initial a ensuite fait place à une foi très personnelle.

### Santé
Gassman souffrait probablement de troubles bipolaires,.

### Mort
Il est mort à son domicile de Rome à l'âge de 77 ans, le 29 juin 2000, dans son sommeil des suites d'un infarctus du myocarde. La chambre funéraire a été installée le lendemain au Palais sénatorial du Capitole dans la salle de la protomothèque et les funérailles ont eu lieu le 1er juillet dans l'église San Gregorio al Celio, en présence de nombreuses personnalités du monde du cinéma et du spectacle. Son corps a été incinéré, puis ses cendres inhumées dans la tombe de la famille D'Andrea, la famille de sa troisième épouse, dans le cimetière monumental de Verano. Une petite plaque de pierre en forme de livre ouvert porte l'épitaphe suivante, choisie par lui : « Non fu mai impallato! » (litt. « Il n'a jamais été empalé ! »),,,,.

## Hommages

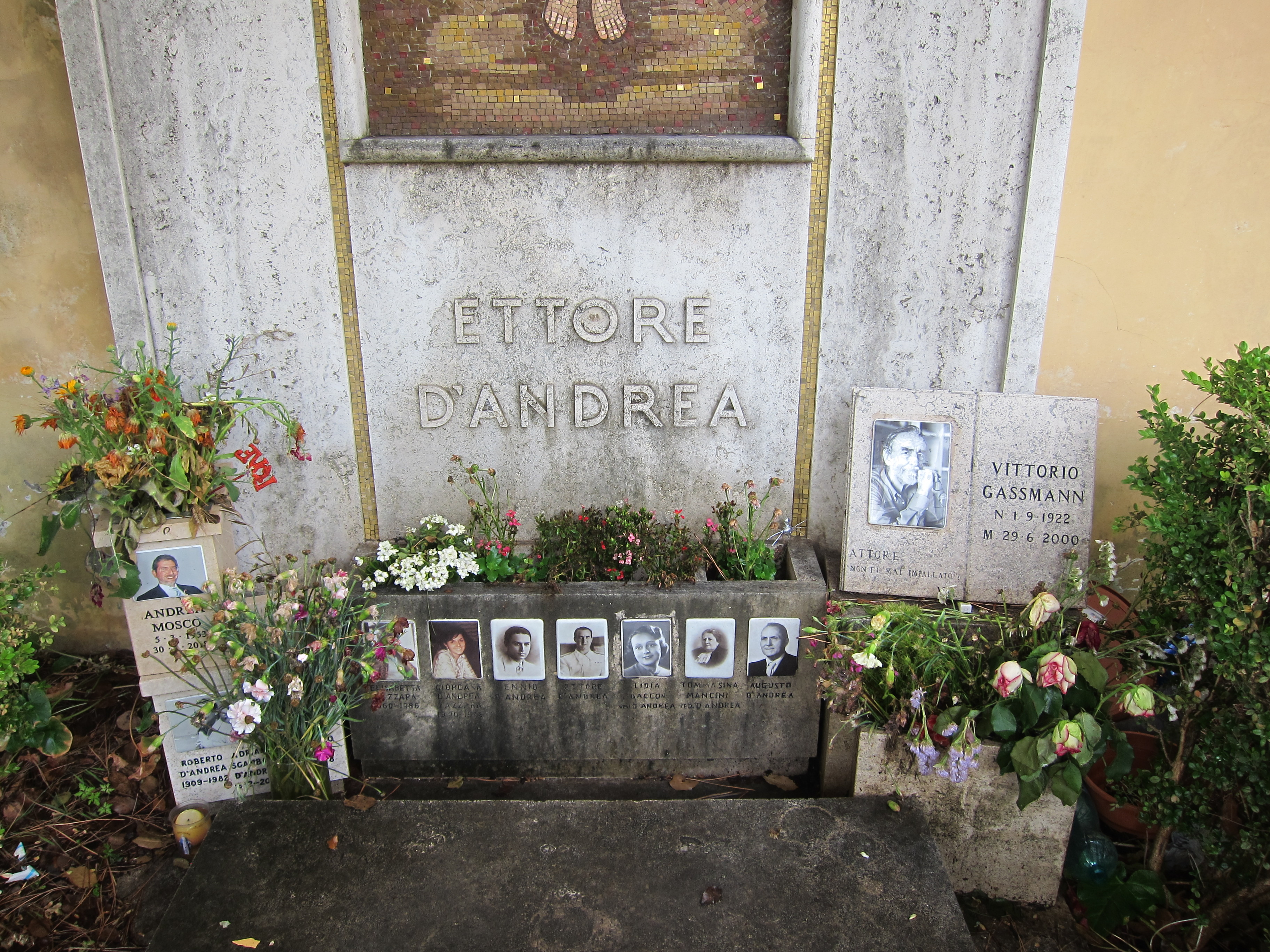
Tombe de Vittorio Gassman au cimetière communal monumental de Campo Verano à Rome.

La municipalité de Rome a dédié deux toponymes à Gassman dans deux zones différentes de la capitale : Largo Vittorio Gassman à l'intérieur de la Villa Borghese, dans le quartier de Pinciano, en 2003, et Lungotevere Vittorio Gassman dans une zone industrielle du quartier de Portuense, en 2006 (le nom précédent était Lungotevere dei Papareschi). Gassman, Anna Magnani et Marcello Mastroianni sont donc les seuls acteurs à être commémorés par deux zones différentes dans la municipalité de Rome.
Toujours à Rome, en 2004, l'historique Teatro Quirino a été baptisé Teatro Quirino - Vittorio Gassman en son honneur. Lors de l'inauguration officielle, le 23 septembre 2004, son fils Alessandro Gassmann a déclaré que le fait d'avoir « son » théâtre représentait le seul rêve que Vittorio n'avait jamais réussi à réaliser au cours de sa prestigieuse carrière.
À l'occasion du dixième anniversaire de la mort de l'acteur, le 29 juin 2010, la municipalité de Milan a donné son nom à une rue du quartier Adriano - Marelli, la municipalité de Narni a donné son nom à une place d'un nouveau quartier résidentiel, tandis que le 1er septembre de la même année, la Mostra de Venise a ouvert ses portes avec un documentaire qui lui était consacré, Vittorio racconta Gassman, réalisé par Giancarlo Scarchilli (it) en collaboration avec Alessandro Gassmann.
Depuis 2010, le Festival international du film de Bari décerne un prix portant le nom de Vittorio Gassman au jeune acteur débutant (depuis 2011 au meilleur acteur principal) parmi les films du festival.
Gallarate donne son nom au Teatro Condominio.
La municipalité de Gênes, dans le quartier de Struppa, a donné le nom de Vittorio Gassman à la rue où il est né.

## Filmographie

### Réalisateur
- 1956 : Kean, coréalisé avec Francesco Rosi
- 1969 : L'Alibi, coréalisé avec Adolfo Celi et Luciano Lucignani
- 1972 : Sans famille, sans le sou, en quête d'affection (Senza famiglia, nullatenenti cercano affetto), + scénariste
- 1982 : Di padre in figlio, + scénariste
- 1988 : L'altro enigma, téléfilm co-réalisé avec Carlo Tuzii (it)

### Acteur de cinéma

#### Années 1940
- 1945 : Incontro con Laura de Carlo Alberto Felice : Franco
- 1946 : La Fille maudite (Preludio d'amore) de Giovanni Paolucci (it) : Davide
- 1947 : Daniele Cortis de Mario Soldati : Daniele Cortis
- 1947 : Le avventure di Pinocchio de Giannetto Guardone : le pêcheur vert
- 1947 : La Fille du capitaine (La figlia del capitano) de Mario Camerini : Svabrin
- 1948 : Le Juif errant (L'ebreo errante) de Goffredo Alessandrini : Mathieu Nahum / Mathieu Blumenthal
- 1948 : Le Chevalier mystérieux (Il cavaliere misterioso) de Riccardo Freda : Giacomo Casanova
- 1948 : Riz amer (Riso amaro) de Giuseppe De Santis : Walter
- 1949 : Le Loup de la Sila (Il lupo della Sila) de Duilio Coletti : Pietro Campolo
- 1949 : Una voce nel tuo cuore d'Alberto D'Aversa (it) : Paolo Baldini
- 1949 : L'Épervier du Nil (Lo sparviero del Nilo) de Giacomo Gentilomo : Youssouf
- 1949 : J'étais une pécheresse (Ho sognato il paradiso) de Giorgio Pàstina : Giorgio
- 1949 : Giuliano, bandit sicilien (I fuorilegge) d'Aldo Vergano : Turi

#### Années 1950
- 1950 : Le Prince pirate (Il leone di Amalfi) de Pietro Francisci : Mauro
- 1951 : Anna de Alberto Lattuada : Vittorio
- 1951 : L'Héritier de Zorro (Il sogno di Zorro) de Mario Soldati : Don Antonio / Juan
- 1951 : Trahison (Il tradimento) de Riccardo Freda : Renato Salvi
- 1952 : La Traite des blanches (La tratta delle bianche) de Luigi Comencini : Michele
- 1952 : La Couronne noire (La corona negra) de Luis Saslavsky : Mauricio
- 1953 : Le Mystère des bayous (Cry of the hunted) de Joseph H. Lewis : Jory
- 1953 : Les Frontières de la vie (The glass wall) de Maxwell Shane : Peter
- 1953 : Sombrero de Norman Foster : Alejandro Castillo
- 1954 : Rhapsodie (Rhapsody) de Charles Vidor : Paul Bronte
- 1954 : Mambo de Robert Rossen : Mario Rossi
- 1954 : Scandale à Milan (Difendo il mio amore) de Giulio Macchi : Giovanni Marchi
- 1955 : La Belle des belles (La donna più bella del mondo) de Robert Ziegler Leonard : Prince Sergueï
- 1956 : Kean de Vittorio Gassman et Francesco Rosi : Edmund Kean
- 1956 : Le Chevalier de la violence (Giovanni dalle Bande Nere) de Sergio Grieco : Giovanni de Medici dalle Bande Nere
- 1956 : Guerre et Paix (War and Peace) de King Vidor : Anatole Kouragine
- 1957 : La Blonde enjôleuse (La ragazza del palio) de Luigi Zampa : Prince Piero di Montalcino
- 1958 : La Tempête (La tempesta) d'Alberto Lattuada : le procureur
- 1958 : Le Pigeon (I soliti ignoti) de Mario Monicelli : Giuseppe Baiocchi, dit « Peppe er Pantera »
- 1959 : La Grande Guerre (La grande guerra) de Mario Monicelli : Giovanni Busacca
- 1959 : Quand la terre brûle (The Miracle) d'irving Rapper et Gordon Douglas : Guido
- 1959 : La cambiale de Camillo Mastrocinque : Michele
- 1959 : Les Surprises de l'amour (Le sorprese dell'amore) de Luigi Comencini : le professeur
- 1959 : L'Homme aux cent visages (Il mattatore) de Dino Risi : Gerardo Latini

#### Années 1960
- 1960 : Chacun son alibi (Crimen) de Mario Camerini : Remo Capretti
- 1960 : Hold-up à la milanaise (Audace colpo dei soliti ignoti) de Nanni Loy : Giuseppe Baiocchi, dit « Peppe er Pantera »
- 1960 : Les Blousons noirs de la chanson (I Teddy boys della canzone) de Domenico Paolella : un chanteur
- 1961 : Le Jugement dernier (Il giudizio universale) de Vittorio de Sica : Cimino
- 1961 : Barabbas de Richard Fleischer : Sahak
- 1961 : Les Joyeux Fantômes (Fantasmi a Roma) d'Antonio Pietrangeli : Giovanni Battista Villari, dit « il Caparra »
- 1961 : Les Guérilleros (I briganti italiani) de Mario Camerini : O Caporale
- 1962 : Le Fanfaron (Il sorpasso) de Dino Risi : Bruno Cortona
- 1962 : La Marche sur Rome (La marcia su Roma) de Dino Risi : Domenico Rocchetti
- 1962 : Âme noire (Anima nera) de Roberto Rossellini : Adriano Zucchelli
- 1962 : Les Amours difficiles (L'amore difficile), segment L'avaro de Luciano Lucignani : l'avocat
- 1963 : Les Monstres (I mostri) de Dino Risi : multiples rôles
- 1963 : Viol à l'italienne (La smania addosso) de Marcello Andrei : l'avocat de Mazzarò
- 1963 : Le Succès (Il successo) de Dino Risi et Mauro Morassi : Giulio Ceriani
- 1964 : Parlons femmes (Se permettete parliamo di donne) d'Ettore Scola : multiples rôles
- 1964 : Frénésie d'été de Luigi Zampa : Mario Nardoni
- 1964 : Le Gaucho (Il gaucho) de Dino Risi : Marco Ravicchio
- 1964 : Risate all'italiana de Camillo Mastrocinque
- 1964 : Cent millions ont disparu (La congiuntura) d'Ettore Scola : Giuliano
- 1965 : Guerre secrète (The Dirty Game) de Christian-Jaque, Werner Klingler, Carlo Lizzani et Terence Young : Ferrari
- 1965 : Slalom de Luciano Salce : Lucio Ridolfi
- 1966 : Belfagor le Magnifique (L'arcidiavolo) d'Ettore Scola : Belfagor
- 1966 : Une vierge pour le prince (Una vergine per il principe) de Pasquale Festa Campanile : le prince Vincenzo Gonzaga
- 1966 : L'Armée Brancaleone (L'armata Brancaleone) de Mario Monicelli : Brancaleone da Norcia
- 1966 : Les Nuits facétieuses (Le piacevoli notti) d'Armando Crispino et Luciano Lucignani : Bastiano da Sangallo
- 1967 : L'Homme à la Ferrari (Il tigre) de Dino Risi : Francesco Vincenzini
- 1967 : Sept fois femme (Woman Times Seven), segment Linda de Vittorio De Sica : Cenci
- 1967 : Le Déchaîné (Lo scatenato) de Franco Indovina : Bob Chiaramonte
- 1967 : Fantômes à l'italienne (Questi fantasmi) de Renato Castellani : Pasquale Lojacono
- 1968 : Le Prophète (Il profeta) de Dino Risi : Pietro Breccia
- 1968 : La pecora nera de Luciano Salce : Mario Agasti / Filippo Agasti
- 1969 : Dove vai tutta nuda? de Pasquale Festa Campanile : Rufus Conforti
- 1969 : 12 + 1 (Una su 13) de Nicolas Gessner et Luciano Lucignani : Mario Beretti
- 1969 : Pleins Feux sur l'archange (L'arcangelo) de Giorgio Capitani : Furio W. Bertuccia
- 1969 : L'Alibi de Vittorio Gassman, Adolfo Celi et Luciano Lucignani : Vittorio

#### Années 1970
- 1970 : Contestation générale (Contestazione generale) de Luigi Zampa : Riccardo
- 1970 : Il divorzio de Romolo Guerrieri : Leonardo Nenci
- 1970 : Brancaleone s'en va-t-aux croisades (Brancaleone alle crociate ) de Mario Monicelli : Brancaleone da Norcia
- 1971 : Scipion, dit aussi l'Africain (Scipione detto anche l'africano) de Luigi Magni : Caton le Censeur
- 1971 : Au nom du peuple italien (In nome del popolo italiano) de Dino Risi : Lorenzo Santenocito
- 1971 : L'Audience (L'udienza) de Marco Ferreri : Prince Donati
- 1972 : Sans famille, sans le sou, en quête d'affection (Senza famiglia, nullatenenti cercano affetto) de Vittorio Gassman : Armando Zavanatti
- 1972 : Mais qu'est-ce que je viens foutre au milieu de cette révolution ? (Che c'entriamo noi con la rivoluzione ?) de Sergio Corbucci : Guido Guidi
- 1973 : La Tosca de Luigi Magni : Scarpia
- 1974 : Nous nous sommes tant aimés (C'eravamo tanto amati) de Ettore Scola : Gianni Perego
- 1974 : Parfum de femme (Profumo di donna) de Dino Risi : Fausto Consolo
- 1975 : Histoire d'aimer (A mezzanette va la ronda del piacere) de Marcello Fondato : Andrea Sansoni
- 1976 : La Carrière d'une femme de chambre (Telefoni bianchi) de Dino Risi : Franco Denza
- 1976 : Virginité (Come una rosa al naso) de Franco Rossi : Anthony M. Wilson
- 1976 : Le Désert des Tartares (Il deserto dei Tartari) de Valerio Zurlini : colonel Giovanbattista Filimore
- 1976 : Mesdames et messieurs, bonsoir (Signore e signori, buonanotte) de Luigi Comencini, Nanni Loy, Mario Monicelli, Ettore Scola, Luigi Magni : commissaire Tuttumpezzo / l'agent de la CIA
- 1977 : Âmes perdues (Anima persa) de Dino Risi : Fabio Stolz
- 1978 : Les Nouveaux Monstres (I nuovi mostri) de Dino Risi, Mario Monicelli, Ettore Scola : multiples rôles
- 1978 : Un mariage (A wedding) de Robert Altman : Luigi Corelli
- 1979 : Quintet de Robert Altman : St. Christopher
- 1979 : Deux Bonnes Pâtes (Due pezzi di pane) de Sergio Citti : Pippo Mifà
- 1979 : Cher Papa (Caro papà) de Dino Risi : Albino Millozza

#### Années 1980
- 1980 : Je suis photogénique (Sono fotogenico) de Dino Risi : lui-même
- 1980 : La Terrasse (La terrazza) de Ettore Scola : Mario
- 1980 : Le Plus Secret des agents secrets (The Nude Bomb) de Clive Donner : Nino Salvatori Sebastiani
- 1980 : Chambre d'hôtel (Camera d'albergo) de Mario Monicelli : Achille Mengaroni
- 1981 : Il turno de Tonino Cervi : Ciro Coppa
- 1981 : L'Anti-gang (Sharky's machine) de Burt Reynolds : Victor
- 1982 : Tempête (Tempest) de Paul Mazursky : Alonzo
- 1982 : Di padre in figlio de Vittorio Gassman
- 1982 : Il conte Tacchia de Sergio Corbucci : Prince Torquato Terenzi
- 1983 : Benvenuta d'André Delvaux : Livio Carpi
- 1983 : La vie est un roman d'Alain Resnais : Walter Guarini
- 1984 : Le Pouvoir du mal (Paradigma) de Krzysztof Zanussi : Gottfried
- 1985 : Le Pigeon vingt ans après (I soliti ignoti vent'anni dopo) d'Amanzio Todini (it) : Giuseppe Baiocchi, dit « Peppe er Pantera »
- 1987 : La Famille (La famiglia) d'Ettore Scola : Carlo / le grand-père de Carlo
- 1987 : Une catin pour deux larrons (I picari) de Mario Monicelli : marquis Felipe de Aragona
- 1988 : Lo zio indegno de Franco Brusati : oncle Luca
- 1988 : Mortacci de Sergio Citti : Domenico
- 1989 : Oublier Palerme (Dimenticare Palermo) de Francesco Rosi : le Prince
- 1989 : Les 1001 nuits de Philippe de Broca : Sinbad

#### Années 1990
- 1990 : Les Amusements de la vie privée (I divertimenti della vita privata) de Cristina Comencini : le marquis
- 1990 : Valse d'amour (Tolgo il disturbo) de Dino Risi : Augusto Scribani
- 1991 : Rossini! Rossini! de Mario Monicelli : Ludwig van Beethoven
- 1992 : El largo invierno de Jaime Camino : Claudio, le majordome
- 1992 : Quando eravamo repressi de Pino Quartullo : le sexologue
- 1994 : Même heure, l'année prochaine (Tutti gli anni una volta l'anno) de Gianfrancesco Lazotti : Giuseppe
- 1996 : Sleepers de Barry Levinson : King Benny
- 1998 : Le Dîner (La cena) d'Ettore Scola : maestro Pezzullo
- 1998 : Luchino Visconti, la vie comme un roman (Luchino Visconti), documentaire de Carlo Lizzani : lui-même
- 1999 : La bomba de Giulio Base : Don Vito Bracaloni

### Acteur de télévision
- Bel canto, Il secolo d'oro del melodramma italiano, émission présentée par Anna Moffo avec la participation de Vittorio Gassaman et Mario Del Monaco, diffusée le 25 avril 1962.
- 1988 : L'altro enigma, téléfilm de Vittorio Gassman et Carlo Tuzii (it) : le père / Sophocle
- 1993 : Abraham, téléfilm en deux parties de Joseph Sargent : Terah
- 1997 : Un homme digne de confiance, téléfilm de Philippe Monnier : Adriano Venturi
- 1997 : Le Désert de feu (Deserto di fuoco), téléfilm d'Enzo G. Castellari : Tarek

### Documentaire
- 2010 : Vittorio racconta Gassman - Una vita da mattatore de Giancarlo Scarchilli
- 2018 : Sono Gassman! Vittorio re della commedia de Fabrizio Corallo

### Acteur de doublage
- 1994 : Le Roi lion de Roger Allers et Rob Minkoff (animation des studios Disney) : voix de Mufasa

## Théâtre
- 1945: La Machine à écrire de Jean Cocteau, mise en scène Luchino Visconti, Teatro Eliseo
- 1945: Adam de Marcel Achard, mise en scène Luchino Visconti
- 1945: La Route au tabac de John Kirkland, mise en scène Luchino Visconti
- 1946: Rebecca de Daphne du Maurier, mise en scène Guido Salvini, Teatro Quirino Rome
- 1948: Comme il vous plaira de William Shakespeare, mise en scène Luchino Visconti
- 1949: Un tramway nommé Désir de Tennessee Williams, mise en scène Luchino Visconti
- 1949: Oreste de Vittorio Alfieri, mise en scène Luchino Visconti
- 1949: Troïlus et Cressida de William Shakespeare, mise en scène Luchino Visconti

- 1950: Peer Gynt d'Henrik Ibsen, mise en scène Vittorio Gassman
- 1950: Hamlet de William Shakespeare, Rome
- 1956: Kean de Jean-Paul Sartre
- 1957: Oreste de Vittorio Alfieri, mise en scène Vittorio Gassman, Théâtre des Nations
- 1958: Immagini e tempi d'Eleonora Duse, mise en scène Luchino Visconti
- 1961 : Récital One Man Show, Théâtre des Nations
- 1963 : Le Jeu des héros d'après Eschyle, Sénèque, William Shakespeare, Luigi Pirandello, Samuel Beckett, conception et mise en scène Vittorio Gassman, Théâtre des Nations
- 1968 : Richard III de William Shakespeare, mise en scène Luca Ronconi, Teatro Stabile Turin
- 1982 : Gassman aux enchères d'après Franz Kafka (Relation à l'Académie), Boris Vian (Je voudrais pas crever), Vittorio Alfieri (Oreste, extraits), Alexandre Dumas (Kean, extraits), Luciano Codignola (Les Méfaits du théâtre), conception Vittorio Gassman, Festival d'Avignon
- 1983 : Gassman aux enchères, Théâtre Mogador
- 1987 : Affabulazione de Pier Paolo Pasolini, mise en scène Vittorio Gassman, MC93 Bobigny

## Distinctions

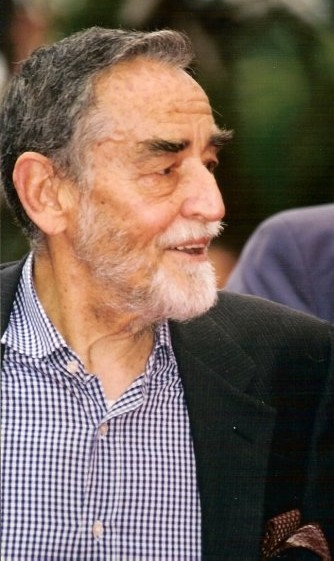
Vittorio Gassman au Festival de Cannes 1997.

### Récompenses
Lion d'or à la Mostra de Venise
En 1996, Le Lion d'or pour l'ensemble de sa carrière (Leone d'oro alla carriera).
Festivals
- 1971 : Prix du meilleur acteur au 19e Festival de San Sebastián pour Brancaleone s'en va-t'aux croisades
- 1975 : Prix d'interprétation masculine au 28e Festival de Cannes pour Parfum de femme

David di Donatello du meilleur acteur
- En 1960 pour La Grande Guerre
- En 1962 pour Le Fanfaron
- En 1965 pour Cent millions ont disparu
- En 1967 pour L'Homme à la Ferrari
- En 1975 pour Parfum de femme
- En 1979 pour Cher papa
- En 1987 pour La Famille

Ruban d'argent du meilleur acteur
- En 1959 pour Le Pigeon
- En 1963 pour Le Fanfaron
- En 1975 pour Parfum de femme
- En 1990 pour Lo zio indegno

Ruban d'argent du meilleur acteur dans un second rôle
- En 1999 pour Le Dîner

### Décoration
- Chevalier grand-croix de l'Ordre du Mérite de la République italienne (1994)

## Voix françaises
| - Jean-Claude Michel (*1925 - 1999) dans : - La Marche sur Rome - L'Armée Brancaleone - Brancaleone s'en va-t-aux croisades - Mais qu'est-ce que je viens foutre au milieu de cette révolution ? - Nous nous sommes tant aimés - Un mariage - Cher papa - La Terrasse - Chambre d'hôtel - Valse d'amour - Georges Aminel (*1922 - 2007) dans : - Le Fanfaron - Les Monstres - Parfum de femme - La Carrière d'une femme de chambre - Âmes perdues - Quintet - L'Anti-gang - Marc Valbel (*1907 - 1960) dans : - Le Chevalier mystérieux - L'Épervier du Nil - Anna | - Michel Roux (*1929 - 2007) dans : - Parlons femmes - 12 + 1 - Dominique Paturel (*1931 - 2022) dans : - Au nom du peuple italien - Histoire d'aimer Et aussi - Howard Vernon (*1914 - 1996) dans Les Frontières de la vie - Roger Rudel (*1921 - 2008) dans Sombrero - René Bériard (*1917 - 1998) dans La Belle des belles - Serge Lhorca (*1918 - 2012) dans Guerre et Paix - René Arrieu (*1924 - 1982) dans La Tempête - Marc Cassot (*1923 - 2016) dans Le Pigeon - Jean Claudio (*1927 - 1992) dans La Grande Guerre - Jean-Louis Jemma (*1921 - 1973) dans Barabbas - William Sabatier (*1923 - 2019) dans Guerre secrète - Bernard Noël (*1924 - 1970) dans L'Homme à la Ferrari - Serge Reggiani (*1922 - 2004) dans Le Désert des Tartares - Jacques Deschamps (*1931 - 2001) dans Le Pigeon vingt ans après - Philippe Laudenbach (*1936 - 2024) dans Sleepers |

 Note : Pour les films franco-italiens des années 1980, aux côtés notamment de Fanny Ardant, il s'est lui-même exprimé en français.